# Soahkesuolo
Soahkesuolo (Koijusaari)  is een eiland in het Zweedse meer Torneträsk.  Het heeft geen oeververbinding en het is onbebouwd. Het eiland heeft een oppervlakte van ongeveer 20 hectare. Het ligt in de noordoostpunt van het meer.